# Sidsjö (naturreservat)
Sidjö är ett kommunalt naturreservat i Sundsvalls kommun bildat 2001. Det är cirka 226 hektar och omfattar sjön Sidsjön och dess strandområde.